# Bothrocara hollandi
Bothrocara hollandi és una espècie de peix de la família dels zoàrcids i de l'ordre dels perciformes.

## Morfologia
- Els mascles poden assolir 31,8 cm de longitud total.[4][5]

## Hàbitat
És un peix marí i d'aigües profundes que viu entre 140-1950 m de fondària.

## Distribució geogràfica
Es troba al Mar del Japó i l'est del Mar Groc.

## Observacions
És inofensiu per als humans.